# Nathalie Borgers
Nathalie Borgers (anhörenⓘ; * 14. August 1964 in Brüssel) ist eine Filmregisseurin und Drehbuchautorin.

## Leben und Werk
Nathalie Borgers wuchs in Brüssel auf und studierte Journalismus an der Universität von Brüssel. Dabei wurde ihr Interesse an Drehbuchschreiben und Filmregie geweckt. Nach dem Bachelorabschluss zog sie daher nach San Francisco, um an der National Academy of Television Arts and Sciences (NATAS) zu studieren. Im Jahr 1989 gewann sie dort einen Studierenden-Preis für „Documentary Writing“. In der Produktionsfirma ATRIOM wirkte sie als Produzentin und Regisseurin an mehreren Dokumentarfilmen mit.
1992 kehrte sie nach Europa zurück und arbeitete als Drehbuchautorin und Regisseurin mit Produktionsfirmen in Österreich, Frankreich und Belgien an mehreren Dokumentarfilmen. 1994 drehte sie den Dokumentarfilm Truth Under Siege über den Krieg in Jugoslawien und landete damit ihren ersten großen Erfolg, der Film wurde bei mehreren internationalen Filmfestivals ausgezeichnet.
Im Jahr 2001 drehte sie Kronen Zeitung – Tag für Tag ein Boulevardstück, eine kritische Dokumentation über die auflagenstärkste österreichische Tageszeitung Kronen Zeitung. Seit 2009 hat Borgers ihren Wohnsitz in Wien, auch weiterhin ist sie als unabhängige Filmemacherin in internationale Filmprojekte involviert. Mit Fang den Haider entstand 2015 eine Dokumentation über den österreichischen Politiker Jörg Haider, der auch Jahre nach seinem Tod noch polarisiert.
Im Film Liebesgrüße aus den Kolonien erkundet Borgers ihre eigene Familiengeschichte. Ihr Großvater arbeitete in den 1920er Jahren als Beamter in der damaligen belgischen Kolonie Ruanda, heiratete eine Einheimische und bekam eine Tochter und zwei Söhne. Nach seiner Dienstzeit heiratete er eine junge Belgierin und kehre mit ihr und der Tochter aus erster Ehe nach Belgien zurück. Dass sie eine halb-afrikanische Tante hatte, erfuhr Borgers allerdings erst, als sie selbst längst erwachsen war. Der Film wurde auf vielen internationalen Festivals gezeigt und erhielt mehrere Preise.
In The Remains – Nach der Odyssee setzte sich Borgers mit dem Schicksal von Flüchtlingen auseinander, die versuchen, über das Mittelmeer Europa zu erreichen. Auch dieser Dokumentarfilm wurde auf verschiedenen Festivals gezeigt, erhielt mehrere Nominierungen und Auszeichnungen. 
Bei den Internationalen Filmfestspielen in Berlin 2025 ist Borgers mit Narben eines Putsches in der Kategorie Forum Special vertreten.

## Filmografie (Auswahl)
- 1994: Truth Under Siege
- 2002: Kronen Zeitung – Tag für Tag ein Boulevardstück
- 2008: Desperately looking for Belgium
- 2009: Winds of sand, women of rock / Die Frauenkarawane
- 2011: Liebesgrüße aus den Kolonien
- 2015: Fang den Haider
- 2019: The Remains – Nach der Odyssee
- 2024: Narben eines Putsches

## Auszeichnungen
Truth Under Siege
- 1995: Golden Gate Jury Prize beim San Francisco International Film Festival
- 1995: Bester Film beim Buenos Aires Ars Electronica Festival

Winds of sand, women of rock
- 2010: Bester Film beim 10. WATCH DOCS Festival in Warschau[6]
- 2010: „Coup de coeur“-Preis beim Festival International d'Environement in Paris

Liebesgrüße aus den Kolonien
- 2012: Bester Dokumentarfilm beim Rwanda Film Festival
- 2013: Bester Dokumentarfilm beim Quintessence Filmfestival in Benin 2013[7].
- 2013: Prix de la Mémoire, Ecollywood Festival in Lille

The Remains – Nach der Odyssee
- 2019: Bester Dokumentarfilm bei der Diagonale in Graz[8]
- 2019: Spezialpreis der Jury beim Amnesty International Filmfestival[9].